# شهرداری کدا
شهرداری کدا (گرجی: ქედის მუნიციპალიტეტი) یکی از شهرداری‌های گرجستان در جمهوری خودگردان آجارستان است. مرکز اداری آن کدا است.
جمعیت: ۲۱۲۰۰ (سرشماری سال ۲۰۲۰) 
مساحت: ۴۵۲ کیلومتر مربع